# آندره لوپز
آندره لوپز (به پرتغالی: João José) (زاده ۱۲ سپتامبر ۱۹۸۲) بازیکن والیبال اهل پرتغال عضو تیم ملی والیبال پرتغال و باشگاه کن است.